# Ісумі (Тіба)

35°15′14″ пн. ш. 140°23′7″ сх. д. / 35.25389° пн. ш. 140.38528° сх. д.
Ісу́мі (яп. いすみ市, いすみし, МФА: [isumʲi ɕi̥]) — місто в Японії, в префектурі Тіба.

## Короткі відомості
Розташоване в східній частині префектури, на сході півострова Босо, на березі Тихого океану. Виникло на основі декількох сільських поселень раннього нового часу. Утворене 2005 року шляхом об'єднання містечок Ісумі, Охара й Місакі. Основою економіки є сільське господарство, рибальство, вирощування японських омарів. Станом на 1 жовтня 2008 площа міста становила 157,50 км². Станом на 1 січня 2009 населення міста становило 41 295 осіб.